# Шавдан
Шавдан — упразднённый хутор в Казбековском районе Дагестана. Исключен из учётных данных в 1970 году.

## География
Хутор располагался на левом берегу реки Ачису (Шавдан) к востоку от горы Боюнбаш и в 4,5 км, по прямой, к северо-востоку от районного центра села Дылым.

## История
Первые сведения встречаются в материалах переписи 1926 года, по ним хутор Шавдан состоял из 39 хозяйств и входил в состав Дылымского сельсовета, население — 178 человек (96 мужчин и 82 женщины), аварцы. По данным на 1939 год отмечены уже два хутора Верхний Шавдан с населением 57 человек и Нижний Шавдан с населением 143 человека в состав Дылымского сельсовета.В соответствии с решением райорганизации Казбековского района и Министерства лесного хозяйства ДАССР, население хутора Шавдан в количестве 45 хозяйств было переселено на участок Мансурильхур", примыкающего к селению Гостала. Село исключено из учётных данных в 1977 году.

## Население
По переписи 1970 года население хутора составляла 112 человек